# William Overstreet, Jr.
Pour les articles homonymes, voir Overstreet.
William Bruce « Bill » Overstreet Jr., né le 10 avril 1921 à Clifton Forge (Virginie) et mort le 29 décembre 2013 à Roanoke (Virginie), est un aviateur américain, pilote de chasse sur North American P-51 Mustang dans le 357th Fighter Group, 363rd Fighter Squadron de l’United States Army Air Forces (USAAF) durant la Seconde Guerre mondiale.

## Biographie
Il devient célèbre pour avoir abattu un chasseur allemand Messerschmitt Bf 109G au printemps 1944, au-dessus de Paris occupé par les Allemands, après l’avoir pourchassé jusque sous les arches de la tour Eiffel,.
En 2009, Overstreet est décoré de la Légion d'honneur par l'ambassadeur français aux États-Unis, Pierre Vimont, lors d'une cérémonie au National D-Day Memorial (en) à Bedford, Virginie.
Il meurt le 29 décembre 2013 à l'âge de 92 ans.

## Distinctions
- Chevalier de la Légion d'Honneur (2009)